# Snowy White
Snowy White (bürgerlich Terence Charles White; * 3. März 1948 in Barnstaple, Devon/England) ist ein britischer Blues- und Rockgitarrist.

## Biographie
Inspiriert von B. B. King, Buddy Guy und Otis Rush steuerte White in den 1960er Jahren eine neue eigene Art des Blues an, die er zusammen mit seinem Freund und Jam-Partner Peter Green (Gründer der Band Fleetwood Mac) immer weiter verfeinerte. White spielt dabei meist eine Gibson Les Paul. In den 1970er Jahren und 1980 arbeitete White mit der Band Pink Floyd zusammen. Er gehörte zwar nicht zur Band, wurde jedoch bei Welttourneen und Konzerten zugeladen. Für das Studioalbum Animals spielte er das Verbindungs-Solo zwischen den beiden Teilen von Pigs on the Wing; diese Version erschien zunächst nur als 8-Spur-Kassette.
Daneben arbeitete Snowy White mit Thin Lizzy und war Anfang der 1980er Jahre festes Mitglied der Gruppe. Er wirkte bei den Alben Chinatown und Renegade mit – zu letzterem steuerte er den Titeltrack in Zusammenarbeit mit Sänger und Bassist Phil Lynott bei – und als Gast auf dem Album Live Life. Mitte der 80er Jahre verfolgte White dann eigene Ziele und nutzte seine Zeit als Solokünstler. In dieser Zeit entstanden Alben wie Snowy White oder White Flames mit dem Hit Bird of Paradise.
1990 arbeitete er mit Roger Waters zusammen und spielte auf dessen The-Wall-Spektakel auf dem Potsdamer Platz in Berlin. Zu einer erneuten Zusammenarbeit kam es auf dem Konzert der Expo 1992 in Sevilla in Guitar Legends. Anschließend produzierte er die Songs, die er während der letzten Jahre geschrieben hatte. Daraus entstand das Album Highway to the Sun. In den 1990er Jahren gründete White mit Juan van Emmerloot und Walter Latupeirissa eine eigene Band The White Flames. Mit dieser entstanden drei Alben: No Faith Required 1996, Little Wing 1998 and Keep Out: We Are Toxic 1999. 1999 begleitete Snowy White wiederum Roger Waters auf der US-Tour In the Flesh. Diese verlief so erfolgreich, dass sie im Sommer 2000 noch einmal in den Staaten auf Tour gingen. In dieser Zeit nahmen sie das Livealbum auf und drehten den Film über die Show. Snowy White gehörte weiterhin zur Tourband von Waters, die sich von 2010 bis 2014 mit dem Pink-Floyd-Werk The Wall auf Welttournee befand.
Ein weiteres White-Flames-Album mit dem Namen Restless wurde im Mai 2002 realisiert. Im selben Jahr begab sich Snowy White zusammen mit Roger Waters auf eine Welttournee. Im Frühjahr 2005 produzierte er mit den White Flames die CD The Way It Is. Diesmal mit der Vierer-Formation: Richard Bailey, Walter Latupeirissa und Max Middleton. Snowy White und The White Flames waren zudem 2005 und 2006 in Europa unterwegs, um dieses Album einem breiten Publikum vorzustellen, wobei die DVD The Way It Is – Live entstand. Vom April bis Oktober 2006 tourte Snowy White mit Roger Waters durch Europa und Amerika. Danach hatte er mit seiner Band The White Flames mehrere Auftritte in England und im übrigen Europa.
Von April bis Juni 2008 tourte Snowy White wieder mit Roger Waters und trat mit ihm auch beim Live-Earth-Konzert auf. Im Oktober des Jahres gründete er eine neue Band namens The Snowy White Blues Project, deren Debütalbum im April 2009 erschien. Bandmitglieder waren neben Snowy White auch Matt Taylor (The Motives, Boom Band), Roy Martin am Schlagzeug, Ruud Weber am Bass, und Juan van Emmerloot. 2011 reaktivierte er seine Band The White Flames und veröffentlichte das Album Realistic, 2012 erschien die DVD After Paradise von Snowy White and Friends. Sie enthält den Mitschnitt eines Konzerts vom 16. September 2011, bei dem White von Weggefährten aus seinen Bands Blues Agency, The White Flames und Snowy Whites Blues Project unterstützt wurde.
Snowy White spielte unter anderem mit folgenden Musikern: Linda Lewis, Chris Rea, Phil Lynott, Gary Moore, Pink Floyd, Peter Green, Thin Lizzy, David Gilmour, Roger Waters und Richard Wright.

## Diskografie

### Snowy White
- 1983: White Flames
- 1986: Snowy White (aka Land of Freedom)
- 1986: That Certain Thing
- 1994: Highway to the Sun
- 1996: Goldtop (Kompilation)
- 1999: Pure Gold – The Solo Years 1983–98 (Kompilation)
- 2001: Essential Gold
- 2003: An Anthology (Kompilation, 2 CDs)
- 2009: The Best of Snowy White (Doppel-CD, Kompilation)
- 2014: Live at Rockpalast Leverkusen (als Doppel-CD sowie als Doppel-CD mit DVD erschienen – enthält Konzerte von 1996 und 2007)
- 2016: Released
- 2017: Reunited
- 2019: The Situation
- 2020: Something on Me
- 2022: Driving on the 44
- 2024: Unfinished Business

### Snowy White’s Blues Agency
- 1988: Change My Life
- 1989: Open for Business (oder Blues On Me)
- 1998: Masters (Compilation aus 'Change My Life und 'Open For Business')
- 2009: Twice As Addictive (Neuausgabe von Change My Life und Open for Business als Doppel-CD)

### Snowy White and the White Flames
- 1996: No Faith Required
- 1998: Little Wing
- 1999: Keep Out – We Are Toxic
- 2002: Restless
- 2005: The Way It Is
- 2007: Live Flames
- 2011: Realistic
- 2019: The Situation[3]
- 2020: Something on Me

### Snowy White Blues Project
- 2009: In Our Time of Living
- 2010: In Our Time … Live

### Mit Pink Floyd
- 1977: Animals (bridging piece on 8-track cartridge only)
- 2000: Is There Anybody Out There? The Wall Live 1980–81

### Mit Roger Waters
- 1990: The Wall: Live in Berlin
- 2000: In the Flesh Live
- 2015: The Wall

### Mit Richard Wright
- 1978: Wet Dream

### Mit Thin Lizzy
- 1980: Chinatown
- 1981: Renegade
- 1983: Live Life

### Andere Aufnahmen mit Snowy White
- 1974: Jonathan Kelly’s Outside Waiting on You
- 1975: Linda Lewis Not a Little Girl Anymor’
- 1975: Michael Moorcock & Deep Fix New World’s Fair
- 1979: Peter Green In the Skies
- 1980: Phil Lynott Solo in Soho
- 1982: Natasha England Captured
- 1984: Jim Capaldi One Man Mission
- 1986: Jack Green Latest Game
- 1994: Graham Bell All the Romances
- 1995: Rattlesnake Guitar (The Music of Peter Green)
- 1997: Anthony Thistlethwaite Crawfish & Caviar
- 1997: Nic Potter The Blue Zone
- 1998: Tom Newman and Friends Snow Blind
- 2009: Sigvart Dagsland Hymns

## Videoalben
- 1990: The Wall – Live in Berlin (Roger Waters)
- 2000: In the Flesh Live (Roger Waters)
- 2004: Live at Rockpalast (Thin Lizzy, Konzert von 1981)
- 2004: Band Jam
- 2005: The Way It Is … Live!
- 2005: Live from London
- 2006: Introspective
- 2012: After Paradise (Snowy White and Friends)
- 2015: The Wall (Roger Waters)